# ISO 3166-3
ISO 3166-3 — часть стандарта ISO 3166, содержащая коды названий уже несуществующих государств (объединение, разделение, смена названия и т. п.). Впервые опубликована в 1999 году.
Если после 1974 года страны
- присоединились к другим (например, ГДР к ФРГ)
- распались (например, СССР)
- изменили своё название (например, Верхняя Вольта на Буркина-Фасо)

то их сокращения вычёркиваются из ISO 3166-1 и с добавлением двух дополнительных букв заносятся в ISO 3166-3. При этом первые две буквы представляют старый код по ISO 3166-1 и две последние — новый код из ISO 3166-1. Если однозначного последователя не существует, то последние буквы будут HH. Для Союза Сербии и Черногории, у которого было сокращение CS, в 2006 г. определили сокращение CSXX вместо CSHH, чтобы не путать с кодом CSHH для бывшей Чехословакии.
Примеры:
- ГДР (DD) была включена в ФРГ (DE), этим закончилось её существование. Поэтому согласно ISO 3166-3 сокращением для ГДР служит DDDE.
- Чехословакия (CS) распалась в Чехию (CZ) и Словакию (SK). Поэтому код бывшей страны по ISO 3166-3 — CSHH.
- Верхняя Вольта (HV) была переименована в Буркина-Фасо (BF). По ISO 3166-3 код для Верхней Вольты HVBF.

## Устаревшие коды ISO 3166-1 alpha-2
Следующий список содержит устаревшие двухбуквенные коды по ISO 3166. Многие из этих сокращений были заменены перед введением Domain Name System, поэтому они никогда не использовались как Top Level Domain. Для каждого кода дан год замены.
Неиспользованные коды могут быть вновь выданы после истечения 5 лет. (например, AI, CS, GE и SK.)
| Упразднённые названия территорий              | Упразднённые коды | Период действия | ISO 3166-3, код | Новые названия территорий, государств и ISO коды |
| --------------------------------------------- | ----------------- | --------------- | --------------- | --- |
| Сикким                                        | SK, SKM, 698      | 1974—1975       | SKIN            | Вошла в состав Индия (IN, IND, 356) |
| Дагомея                                       | DY, DHY, 204      | 1974—1977       | DYBJ            | Переименована в Бенин (BJ, BEN, 204) |
| Французская территория афар и исса            | AI, AFI, 262      | 1974—1977       | AIDJ            | Переименована в Джибути (DJ, DJI, 262) |
| Южный Вьетнам                                 | VD, VDR, 704      | 1974—1977       | VDVN            | Вошёл в состав Вьетнам (VN, VNM, 704) |
| Британская антарктическая территория          | BQ, ATB, 080      | 1974—1979       | BQAQ            | Вошла в состав Антарктика (AQ, ATA, 010) |
| Французские Южные и Антарктические территории | FQ, ATF, 260      | 1974—1979       | FQHH            | Разделены на: · Антарктика (AQ, ATA, 010) (т. н., Земля Адели) · Французские Южные и Антарктические территории (TF, ATF, 260) |
| Острова Гилберта и Эллис                      | GE, GEL, 296      | 1974—1979       | GEHH            | Разделены на: · Кирибати (KI, KIR, 296) · Тувалу (TV, TUV, 798) |
| Новые Гебриды                                 | NH, NHB, 548      | 1974—1980       | NHVU            | Переименованы на Вануату (VU, VUT, 548) |
| Зона Панамского канала                        | PZ, PCZ, 594      | 1974—1980       | PZPA            | Вошла в состав Панама (PA, PAN, 591) |
| Южная Родезия                                 | RH, RHO, 716      | 1974—1980       | RHZW            | Переименована в Зимбабве (ZW, ZWE, 716) |
| Земля Королевы Мод                            | NQ, ATN, 216      | 1974—1983       | NQAQ            | Вошла в состав Антарктика (AQ, ATA, 010) |
| Кантон и Эндербери                            | CT, CTE, 128      | 1974—1984       | CTKI            | Вошла в состав Кирибати (KI, KIR, 296) |
| Верхняя Вольта                                | HV, HVO, 854      | 1974—1984       | HVBF            | Переименована в Буркина-Фасо (BF, BFA, 854) |
| Разные Тихоокеанские острова США              | PU, PUS, 849      | 1974—1986       | PUUM            | Вошла в состав · Внешние малые острова США (UM, UMI, 581) |
| Мидуэй                                        | MI, MID, 488      | 1974—1986       | MIUM            | Вошла в состав · Внешние малые острова США (UM, UMI, 581) |
| Подопечная территория Тихоокеанские острова   | PC, PCI, 582      | 1974—1986       | PCHH            | Разделена на: · Маршалловы Острова (MH, MHL, 584) · Микронезия (FM, FSM, 583) · Палау (PW, PLW, 585) · Северные Марианские Острова (MP, MNP, 580) |
| Уэйк                                          | WK, WAK, 872      | 1974—1986       | WKUM            | Вошла в состав · Внешние малые острова США (UM, UMI, 581) |
| Джонстон                                      | JT, JTN, 396      | 1974—1986       | JTUM            | Вошла в состав · Внешние малые острова США (UM, UMI, 581) |
| Бирма                                         | BU, BUR, 104      | 1974—1989       | BUMM            | Переименована в Мьянма (MM, MMR, 104) |
| ГДР                                           | DD, DDR, 278      | 1974—1990       | DDDE            | Вошла в состав Германия (DE, DEU, 276) |
| Южный Йемен                                   | YD, YMD, 720      | 1974—1990       | YDYE            | Вошла в состав Йемен (YE, YEM, 887) |
| СССР                                          | SU, SUN, 810      | 1974—1992       | SUHH            | Разделён на: · Армения (AM, ARM, 051) · Азербайджан (AZ, AZE, 031) · Грузия (GE, GEO, 268) · Казахстан (KZ, KAZ, 398) · Кыргызстан(KG, KGZ, 417) · Латвия (LV, LVA, 428) · Литва (LT, LTU, 440) · Молдова (MD, MDA, 498) · Россия (RU, RUS, 643) · Таджикистан (TJ, TJK, 762) · Туркменистан (TM, TKM, 795) · Узбекистан (UZ, UZB, 860) · Эстония (EE, EST, 233) |
| Белорусская ССР                               | BY, BYS, 112      | 1974—1992       | BYAA            | Переименована в Беларусь (BY, BLR, 112) |
| Чехословакия                                  | CS, CSK, 200      | 1974—1993       | CSHH,           | Разделена на: · Словакия (SK, SVK, 703) · Чехия (CZ, CZE, 203) |
| Нейтральная зона                              | NT, NTZ, 536      | 1974—1993       | NTHH            | Вошла в состав: · Частью в Ирак (IQ, IRQ, 368) · Частью в Саудовская Аравия (SA, SAU, 682) |
| Заир                                          | ZR, ZAR, 180      | 1974—1997       | ZRCD            | Переименована в · ДР Конго (CD, COD, 180) |
| Метрополия Франции                            | FX, FXX, 249      | 1993—1997       | FXFR            | Вошла в состав Франция (FR, FRA, 250) |
| Восточный Тимор                               | TP, TMP, 626      | 1974—2002       | TPTL            | Переименована в Восточный Тимор (TL, TLS, 626) |
| Югославия                                     | YU, YUG, 891,     | 1974—2003       | YUCS            | Переименована в · Сербия и Черногория (CS, SCG, 891) |
| Нидерландские Антильские острова              | AN, ANT, 530,     | 1974—2010       | ANHH            | Разделена на: · Бонайре, Синт-Эстатиус и Саба (BQ, BES, 535) · Кюрасао (CW, CUW, 531) · Синт-Мартен (SX, SXM, 534) |
| Сербия и Черногория                           | CS, SCG, 891      | 2003—2006       | CSXX,           | Разделена на: · Сербия (RS, SRB, 688) · Черногория (ME, MNE, 499) |

## Обновления
После первой публикации стандарта последовало 6 дополнений/изменений:
1. ISO 3166-3 Newsletter I-1 — от 2002-11-15
2. ISO 3166-3 Newsletter I-2 — от 2002-11-22
3. ISO 3166-3 Newsletter I-3 — от 2003-07-23
4. ISO 3166-3 Newsletter I-4 — от 2006-09-26
5. ISO 3166-3 Newsletter I-5 — от 2006-12-01
6. ISO 3166-3 Newsletter I-6 — от 2011‑03‑14 с (поправкой от 2013‑02‑06)